# Lego-dæk
Et Lego-dæk er et gummi-dæk, der bliver fremstillet af legetøjskoncernen Lego, til at bruges i selskabets byggesæt. Dækkene findes i en række forskellige størrelser og udformninger afhængig af deres anvendelse.
Lego begyndte at fremstillet dæk i 1962 og inkluderede dem i hvad der blev deres mest populære sæt på dette tidspunkt. Lego producerede 318 millioner dæk i 2011, hvilket gør selskabet det verdens største producent af dæk baseret på antal.

## Historie
Fra begyndelsen af 1950'erne, før Lego begyndte at fremstille deres egne dæk, solgte firmaet støbte minibiler og nogle brugere fremstillede deres egne dæk til at bygge biler med. I 1962 blev de første dæk solgt som en del af sæt nummer 400 kaldet "Universal Building Set". Sættet blev et af de mest populære Lego-sæt på dette tidspunkt. Det mindste Lego-dæk, på 14,4 mm, udkom i 1969 i sæt nr. 345 & 346. I 2000 producerede Lego, som en del af sæt nr. 8457, deres hidtil største dæk med en diameter på 10,7 cm.

## Produktion
Alle dæk (og hjul) bliver fremstillet af Lego selv. De er blevet produceret i en række forskellige former og størrelser, hvoraf de mindste har været 14,4 mm og de største 107 mm. I 2006 producerede Lego 15 milliarder individuelle klodser, heraf 306 millioner dæk. I 2011 var selskabets årlige produktion af dæk oppe på 318 millioner, hvilket var over 50 % mere end nogen anden dækproducent, inklusive Bridgestone, Michelin og Goodyear.
| Selskab     | Antal dæk produceret (2011) |
| ----------- | --------------------------- |
| Lego        | 318 millioner               |
| Bridgestone | 190 millioner               |
| Michelin    | 184 millioner               |
| Goodyear    | 181 millioner               |